# Epic Magazine
Pour les articles homonymes, voir Epic.
 (juin 2023).
Si vous disposez d'ouvrages ou d'articles de référence ou si vous connaissez des sites web de qualité traitant du thème abordé ici, merci de compléter l'article en donnant les références utiles à sa vérifiabilité et en les liant à la section « Notes et références ».
Epic Magazine est un magazine français de bande dessinée de science-fiction et de fantastique publié par les éditions Arédit, qui éditèrent treize numéros (dont un numéro rééditant les deux premiers) entre 1980 et 1985.
La revue proposait des histoires courtes et quelques récits à suivre provenant du magazine anthologique Epic Illustrated publié par Marvel Comics à la même époque. La particularité en était que, contrairement aux séries de super-héros du même éditeur, les droits des histoires publiées appartenaient à leurs auteurs. Le lecteur retrouve au gré des numéros différentes histoires mélangeant les genres et les styles.

## Epic Comics
Epic Illustrated sort aux États-Unis de 1980 à 1986 en 34 numéros. En 1992 Jim Shooter crée Epic Comics la subdivision de Marvel Comics.

## Numéros parus

### Numéro 1
- Délire onirique de Ray Rue
- Séquence de Vincente Alcazar
- L'Odyssée de la métamorphose : Akénaton de Jim Starlin
- Almuric de Roy Thomas et de Tim Conrad
- Têtes d'Arthur Suydam
- Siegfried et le dragon de P. Craig Russell
- L'Odyssée de la métamorphose : Za de Jim Starlin
- Les 60 dernières secondes de Bob Larkin
- La Mort de l'espoir de Marv Wolfman
- Elfquest : Quiétude de Wendy Pini
- Couverture de Richard Corben

### Numéro 2
- Elric - la cité qui rêve de Roy Thomas et de P. Craig Russell
- L'Odyssée de la métamorphose : Julliette de Jim Starlin
- L'Art de Shōtarō Ishinomori de Gene Pelc et d'Archie Goodwin
- Almuric de Roy Thomas et de Tim Conrad
- La Réponse de Stan Lee et de John Buscema
- Lubie de Carl Potts
- Le Songe d'une nuit d'été de Robert Wakelin
- Détour de George Bush
- Elric - la cité qui rêve de Roy Thomas et de P. Craig Russell
- Couverture de Paul Gulacy

### Numéro 3
- L'Archange de la destruction de Rick Veitch
- L'Empire aux sept lunes de Samuel R. Delany et de Howard Chaykin
- Ma Chambre de Paul Kirchner
- L'Odyssée de la métamorphose : Whis par de Jim Starlin
- Almuric de Roy Thomas et de Tim Conrad
- Prochaine orbite de Jean Bello
- La Déesse des glaces de Ralph Macchio et de Joe Jusko
- Fabulation de Charles Vess
- L'Ultime holocauste de Bill Mantlo et de Polly Law
- Erreur temporelle de Pepe Moreno
- Couverture de Joe Jusko

### Numéro 4
- Agonie stellaire de Rick Veitch
- Rêve d'acier de Kaze Shinobu
- Pierre tombale de Michael Saenz et de Bruce Jones
- Le Choix de Tarn de Robert Wakelin et d'Archie Goodwin
- L'Odyssée de la métamorphose : Vanth de Jim Starlin
- Almuric de Roy Thomas et de Tim Conrad
- Ankhesenamon de Trina Robbins
- Le Dernier Centaure de Tim Conrad
- L'Odyssée de la métamorphose : Le meeting de Jim Starlin

### Numéro 5
- Un peu d'amour, un peu de haine d'Arthur Suydam
- Marghinee de Jo Duffy et de Kent Williams
- Woody - L'art de Wallace Wood
- L'Odyssée de la métamorphose : Delloran retrouvée de Jim Starlin
- Le Maître des dragons de Klarn - Le jeu des dieux de Doug Moench et de John Buscema
- Poursuite de Jon Jay Muth
- Vacherie de Rick Veitch
- La Conquête de la banana planète de Rick Veitch
- Pour tuer un dragon de Zoran Vanjaka
- L'Odyssée de la métamorphose : Aube sur Lartorez de Jim Starlin
- Couverture de Frank Brunner

### Numéro 6
- L'Odyssée de la métamorphose : Absolution de Jim Starlin
- Le Docteur Watchstop face au futur de Ken Macklin
- Marada la louve de Chris Claremont et de John Bolton
- L'Odyssée de la métamorphose : Reqiem de Jim Starlin
- L'Odyssée de la métamorphose : Nuit de feu de Jim Starlin
- Le Maître des dragons de Klarn : Périple à Skyhook mountain de Doug Moench et de John Buscema
- Frankenstein de Bernie Wrightson
- Les aventures de Cheech Wizard de Vaughn Bodé
- Délire de Carl Potts
- La Séductrice de Barry Windsor-Smith
- Couverture de John Bolton

### Numéro 7
- Vidéo sport de Mike Saenz et de Roy Kinnard
- Glorieux Destin de Scott Hampton
- Marada la louve de Chris Claremont et de John Bolton
- Le maître des dragons de Klarn : Le noir stratagème de Doug Moench et de John Buscema
- Premier Mal de George Pratt et de Kent Williams
- L'Odyssée de la métamorphose : Ultima de Jim Starlin
- La Voie étoilée de Barry Windsor-Smith
- L'Odyssée de la métamorphose : Jugement dernier de Jim Starlin
- Le Don de Dora de Jon Jay Muth
- Couverture de James Fox

### Numéro 8
- Le Maître des dragons de Klarn : La conjuration du cristal de Doug Moench et de John Buscema
- Les Aventures de Cheech Wizard de Vaughn Bodé
- Marada la louve de Chris Claremont et de John Bolton
- Les Rites du printemps d'Arthur Suydam
- Spacehawk de Basil Wolverton
- L'Âge du dragon de Charles Vess
- L'Odyssée de la métamorphose : Après de Jim Starlin
- Couverture de John Bolton

### Numéro 9
- L'Étreinte des profondeurs de Graham Marks et de John Bolton
- Le Cœur de la cité de Margaret Gallagher et de James Romberger
- Chasse royale de Chris Claremont et de John Bolton
- Le Repos du guerrier de J. M. Rouan et de Jean Bello
- Transition de Bruce Sakow et de Gerald Slater
- Éveil, adieu de Marc Hempel
- Il était une cellule de Ken Macklin
- Survivant de Pat Boyette
- Les Immondices orbitales de Bob Aull
- Cheech Wizard de Vaughn Bodé
- Le Jeu de balle de Zoran Vanjaka
- Couverture de George Bush

### Numéro 10
- Bain de sang de Bernie Wrightson
- Bombe à retardement de Ken Macklin
- Le Graal de Mike Saenz et d'Archie Goodwin
- Apocrypha de John et Laura Lakey
- Les Cousins du feu de Charles Vess
- Sa Première Bouteille de Dave Sim
- Haut Vol de Paul Kirchner
- Ossements perdus de Kent Williams
- La Dernière Histoire de Galactus de John Byrne
- Couverture de Clyde Caldwell

### Numéro 11
- Guerres de corporations de Mike Saenz
- La Preuve de l'électron de Toren Smith et de Ken Macklin
- Les Châteaux d'Alan Lee
- La Fin d'Arthur Suydam
- Conseil à la barbare de Robert Rodi et de Joe Jusko
- Abandon de Jo Duffy et de Kent Williams
- Apocryphia de John et Laura Lakey
- Le Messie de Jim Starlin
- La Dernière Histoire de Galactus de John Byrne

### Numéro 12
- La Dernière Histoire de Galactus de John Byrne
- Tout est pour le mieux de Zoran Vanjaka
- Deux Sœurs de Charles Vess
- Éternel Cycle de Steve Sabella
- L'Enrôleuse de James Fox
- Les Fantômes de la machine de Rich Veitch
- Deux Sœurs de Charles Vess
- Mime de Will Brown
- Course nocturne de Kent Williams
- L'Ogre et la fille du maire de John Bolton

## Personnages et titres apparus aux États-Unis dansEpics Illustrated
- Alien Legion
- Atomic Age
- Le Garage hermétique
- Blueberry
- Captain Confederacy
- Dreadstar
- Coyote, publié à l’origine chez Eclipse Comics
- Elektra: Assassin de Frank Miller et Bill Sienkiewicz
- Elric de Melniboné
- Espers de James D. Hudnall
- Groo the Wanderer
- Hellraiser
- Crimson Dynamo
- Elfquest
- Le Cycle des épées
- The Last American de John Wagner, Alan Grant et Mike McMahon
- Marshal Law
- Nightbreed (adaptation du film Cabal) et Weaveworld d’après Clive Barker
- The One de Rick Veitch
- Sachs and Violens de Peter David et George Pérez
- Sisterhood of Steel de Christy Marx
- Six from Sirius de Doug Moench et Paul Gulacy
- The Sleeze Brothers de John Carnell et Andy Lanning
- The Price de Jim Starlin
- Tor
- The Transmutation of Ike Garuda d’Elaine Lee et James Sherman
- Void Indigo de Steve Gerber et Val Mayerik